# Federico Maiocco
Federico Maiocco (Savigliano, 15 maggio 1983) è un cestista italiano.